# 위르귀프

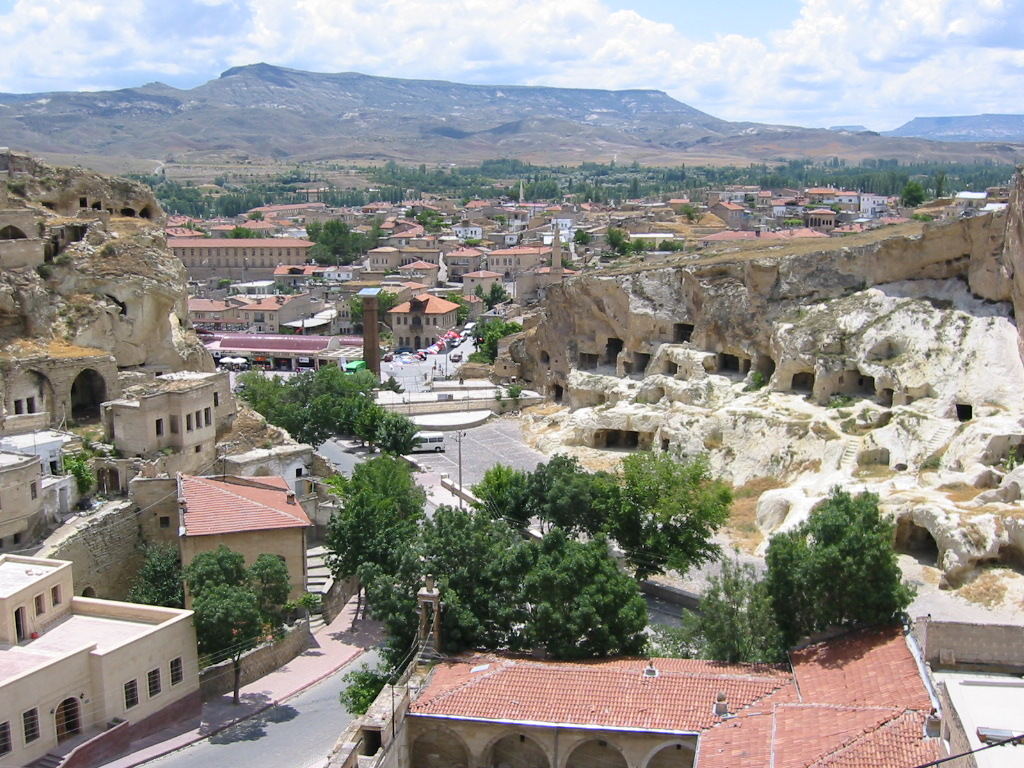
위르귀프 시가지

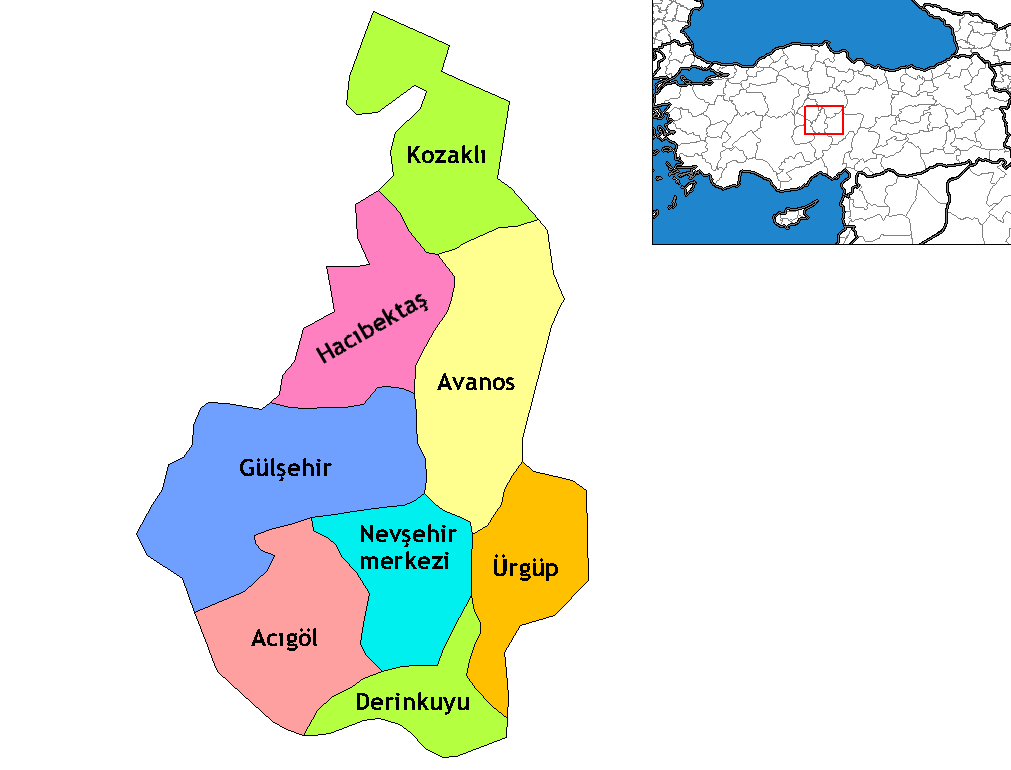
위르귀프의 위치

위르귀프(튀르키예어: Ürgüp)는 터키 네브셰히르 주에 위치한 도시로, 면적은 563km2, 높이는 1,043m, 인구는 18,631명(2010년 기준)이다. 괴레메 동굴 사원 등 여러 유적이 남아 있으며, 다른 지역에 비해 숙박 시설 등 더 많은 편의 시설이 갖추어져 카파도키아 지역 관광의 중심지로 여겨진다.

## 자매 도시
- 그리스 라리사

## 같이 보기
- 카파도키아